# The BMJ
The BMJ (The British Medical Journal) je britský vědecký, recenzovaný lékařský týdeník. Založen byl v roce 1840 a patří tak k nejstarším lékařským periodikům. Vydavatelem je British Medical Association. Podle Journal Citation Report Cornellovy univerzity je čtvrtým nejprestižnějším (obecně) lékařským časopisem světa.

## Historie
Původní název časopisu zněl Provincial Medical and Surgical Journal, později byl přejmenován na British Medical Journal, v roce 1988 na BMJ, v roce 2014 pak na The BMJ. Vydavatelem je British Medical Association (britská lékařská komora, jež ovšem nedisponuje stejnými pravomocemi jako kupříkladu Česká lékařská komora, dělí se o ně s General Medical Council).
The BMJ jako první vědecký časopis v historii publikoval randomizovanou dvojitě zaslepenou studii. Proslul též prvními publikovanými studiemi o negativních účincích kouření na zdraví. V roce 1995 přešel časopis na web, nicméně od té doby až dosud se vytvářejí i tištěná čísla, v nichž však není veškerý obsah časopisu. Od roku 1999 byl veškerý obsah volně k dispozici online, v roce 2006 však byl tento přístup změněn a k obsahu se na internetu dostali jen předplatitelé. Od roku 2008 jsou volně dostupné výzkumné studie, ostatní obsah je přístupný jen předplatitelům.